# Maria Komnena (córka Bazylego)
Maria Komnena (grec. Θεοδώρα Μεγάλη Κομνηνή, XIV w.) – książniczka trapezuncka. 

## Życiorys
Była córką Bazylego Komnena (1332-1340) i Ireny z Trapezuntu. W 1352 poślubiła Fahreddin Kutlug bega, emira Ak Kojunlu. 